# Occhi Assonnati
Occhi Assonnati (vero nome Ištáȟba, traslitterato in Ishtakhaba, in inglese Sleepy Eyes; Contea di Nicollet, 1780 – Contea di Roberts, 1860) è stato un capo e condottiero della tribù di nativi americani dei Dakota Sisseton.

## Biografia
Nato nelle vicinanze del lago Swan, nell'attuale contea di Nicollet, Ishtakhaba, probabilmente così chiamato in virtù delle sue palpebre particolarmente grosse e quindi "pesanti" o forse perché affetto da blefaroptosi, divenne un capo della sua tribù tra il 1822 e il 1825, tanto che nel 1824 ricevette una commissione dell'Agenzia degli Affari Indiani in qualità di capo, carica che mantenne fino alla sua morte, avvenuta nel 1860. Il suo gruppo cacciava tradizionalmente nelle zone del Territorio del Minnesota sudoccidentale e del Territorio del Dakota sudorientale, tra il lago Swan e Coteau des Prairies, fino a che non fu costretto a muoversi nella riserva vicino al fiume Minnesota in conseguenza al massacro del lago Spirit del 1857.
Più che per le sue doti di guerriero e cacciatore, Ishtabkhaba è ricordato per aver sempre provato a promuovere la pace tra i coloni bianchi e i nativi americani in tutto il Territorio del Minnesota. Egli fu tra i firmatari di almeno quattro dei trattati siglati tra il governo statunitense e i nativi, incluso il trattato di Traverse des Sioux, e nel 1824 incontrò anche il presidente degli Stati Uniti d'America James Monroe, a Washington, D.C.
Sebbene Occhi Assonnati sia sempre stato riconosciuto come amico di "esploratori, commercianti, missionari e ufficiali governativi", suo nipote, anch'egli conosciuto come Occhi Assonnati, fu coinvolto nella rivolta Sioux del 1862.

## Eredità
Secondo quando affermato da Warren Upham, Occhi Assonnati morì durante una battuta di caccia nella contea di Roberts, nel Dakota del Sud, e solo nel 1898, molti anni dopo la sua morte, la sua tomba fu localizzata dai coloni, i quali decisero nel 1902 di riesumare i suoi resti e trasferirli nel comune di Sleepy Eye, in Minnesota, dove furono di nuovo sepolti ai piedi di un monumento eretto dai cittadini in memoria del capo indiano. Il monumento, sito vicino alla stazione ferroviaria, reca un'iscrizione al di sotto di un bassorilievo di Ishtakhaba, nella quale si legge: "Ish-tak-ha-ba, Sleepy Eyes, Always a Friend of the Whites. Died 1860."
Nel 1852, Occhi Assonnati aiutò i coloni nella scelta del sito per la costruzione dell'insediamento che sarebbe poi diventato la cittadina di Mankato, mettendo in guardia i commercianti dal costruire vicino alle rive del fiume Minnesota, che spesso esondava.
Una targa commemorativa è stata eretta oggi vicino al sito che fu luogo del villaggio principale di Occhi Assonnati, vicino al lago Sleepy Eye, al tempo chiamato "Minnewashte Chanhatonka", ossia "acque calme presso i grandi alberi", così chiamato proprio in onore del capo indiano.